# Aleksander Skiba
Aleksander Skiba (Rokitowo, 26 febbraio 1945 – Albignasego, 6 settembre 2000) è stato un pallavolista e allenatore di pallavolo polacco.
Ha militato nelle squadre AZS AWF e Legia Varsavia. Campione del mondo in Messico (1974) da giocatore, ha allenato le nazionali polacca e italiana.

## Biografia
Si è laureato all'Università di Educazione Fisica di Varsavia (1968). 

## Carriera

### Giocatore
È stato tre volte campione di Polonia: 1966 (AZS AWF Varsavia), 1969, 1970 (Legia Varsavia) e due volte secondo: 1967 (AZS AWF), 1971 (Legia). 
Conta 210 presenze (1967-1976) nella nazionale polacca.
Medaglia di bronzo ai Campionati Europei di Istanbul (1967), 
Medaglia d'argento alla Coppa del Mondo a Praga (1973) 
Medaglia d'oro ai Campionati del mondo di città del Messico (1974). 
Medaglia d'oro ai giochi olimpici di Montreal (1976), 

### Allenatore
Quale primo allenatore della squadra maschile polacca, si è classificato al 4º posto ai Giochi Olimpici di Mosca nel 1980 e al 2º posto ai Campionati Europei del 1979 e dell'1981. 

In Italia è principalmente ricordato per la medaglia d'argento ottenuta a Milano dalla Nazionale Juniores nel 1985. In quella squadra giocavano la maggior parte degli atleti che costituirono pochi anni dopo la cosiddetta «Generazione di fenomeni» (Zorzi, Gardini, Tofoli, Cantagalli, Galli). 
Ha guidato anche la Santal Parma portandola al secondo posto in Coppa Campioni nel 1986 dietro il CSKA Mosca che sconfisse il team ducale 3-2 nella partita finale del girone all'italiana disputatosi a Parma. 

Come allenatore della Nazionale Italiana vanta 32 presenze con 23 successi e 9 sconfitte. Sotto la sua direzione tecnica fece il suo esordio a Espinho in Portogallo Lorenzo Bernardi. 

Ha in seguito diretto il settore giovanile del Porto Ravenna nei primi anni '90 conquistando 4 Campionati Juniores e un titolo Under 16.
Si è spento a soli 55 anni a causa di una malattia.